# Konrad von Thierberg Starszy
Konrad von Thierberg Starszy, także Conradus de Tryberch, Tierbergk (ur. ? zm. 1276 lub wiosną 1279) – komtur dzierzgoński w roku 1267, komtur zantyrski w latach 1267–1268, komtur ziemi chełmińskiej w latach 1268–1270, mistrz krajowy Prus w latach 1273–1276.

## Życiorys
Konrad wywodził się z rodziny rycerskiej osiadłej w Szwabii, z miejscowości Thierberg położonej na południowy wschód od miasta Balingen. Nie wiadomo kiedy i gdzie Konrad von Thierberg wstąpił w szeregi zakonu krzyżackiego. Oprócz niego do służby w zakonie wstąpił także jego młodszy brat Konrad, dla odróżnienia zwany Młodszym, a szeregi zakonu joannitów zasilił kolejny, najmłodszy brat również noszący imię Konrad. 
Odtworzenie biografii Konrada von Thierberga Starszego dotyczącej początków jego działalności w zakonie krzyżackim, to jest do 1273 roku, obarczone jest dość dużym ryzykiem. Identyfikacja jego osoby w źródłach jest dość niepewna, a spowodowane jest to równoległym przebywaniem i działalnością w prowincji pruskiej jego młodszego brata.
Konrad von Thierberg Starszy przybył do Prus w roku 1265. Od roku 1267 zaczął pełnić w zakonie eksponowane stanowiska. I tak w latach 1267–1270 był kolejno komturem Dzierzgonia, w Zantyrze oraz komturem ziemi chełmińskiej. Ta ostatnia funkcja od roku 1269 połączona była z pełnieniem przez niego funkcji zastępcy mistrza krajowego. W roku 1270 objął stanowisko marszałka pruskiego i piastował je przez trzy lata. W nieokreślonej sytuacji w 1273 roku zastąpił na stanowisku mistrza krajowego Dytryka von Gaterslebena. Po objęciu tej funkcji raptem, bo w 1274, z nieznanych powodów opuścił Prusy, mianując na wicemistrza prowincji swojego młodszego brata. Powrót Konrada Starszego nad dolną Wisłę datuje się na luty 1275. Ostatnią datą, jaką podają źródła dotyczącą bytności Konrada von Thierberga Starszego w Prusach, jest marzec 1276 roku. I w tym przypadku na stanowisku mistrza krajowego zastępował go młodszy brat, który tytuł wicemistrza krajowego dzierżył do roku 1279. Tak długie pozostawanie Konrada von Thierberga Młodszego na stanowisku wicemistrza może świadczyć o planach powrotu starszego brata do zarządzanej prowincji. Plany te zapewne pokrzyżowała śmierć. Przyjmuje się dwie daty śmierci Konrada von Thierberga. Pierwsza to 1279 rok, śmierć miała nastąpić podczas podróży wiosną na kapitułę generalną do Marburga. Tę teorię potwierdza zapis w kronikach Piotra z Duisburga mówiący o sześcioletnich rządach starszego z braci Thierbergów. Druga bardziej prawdopodobna to rok 1276. Po tej dacie Konrad nie występuje w żadnych źródłach, a funkcję wicemistrza prowincji nieprzerwanie do roku 1279 sprawuje Konrad von Thierberg Młodszy. Nic nie możemy powiedzieć o miejscu śmierci i pochówku starszego z braci Thierbergów. 
Rządy Konrada von Thierberga Starszego przypadły na okres walk mających na celu ostateczne opanowanie Sambii, Natangii, Barcji, Warmii i Pogezani oraz przeniesienie walk na tereny plemion Nadrowów, Skalowów i Jaćwingów. Zakrojone na dużą skalę operacje zbrojne, dowodzone często osobiście przez Konrada, przyniosły pożądany efekt. Oprócz udanych operacji militarnych Konrad kontynuował politykę swych poprzedników, uzależniając mieszkańców poprzez nadania ziemskie dla ludności pruskiej przechodzącej na stronę zakonu. Jednak największym sukcesem było pokojowe opanowanie Gniewu. Mistrz krajowy Konrad von Thierberg przyjął nadanie terenów na lewym brzegi Wisły od księcia lubiszewsko-tczewskiego Sambora 29 marca 1276 roku w Elblągu.